# Maserada sul Piave
Maserada sul Piave là một đô thị ở tỉnh Treviso trong vùng Veneto, có cự ly khoảng 35 km về phía bắc của Venice và khoảng 11 km về phía đông bắc của Treviso. Tại thời điểm ngày 31 tháng 12 năm 2004, đô thị này có dân số 8.631 người và diện tích là 28,9 km².
Đô thị Maserada sul Piave có các frazioni (các đơn vị trực thuộc, chủ yếu là các làng) Candelù, Maserada, và Varago.
Maserada sul Piave giáp các đô thị: Breda di Piave, Carbonera, Cimadolmo, Ormelle, Ponte di Piave, Spresiano.